# Érosion régressive

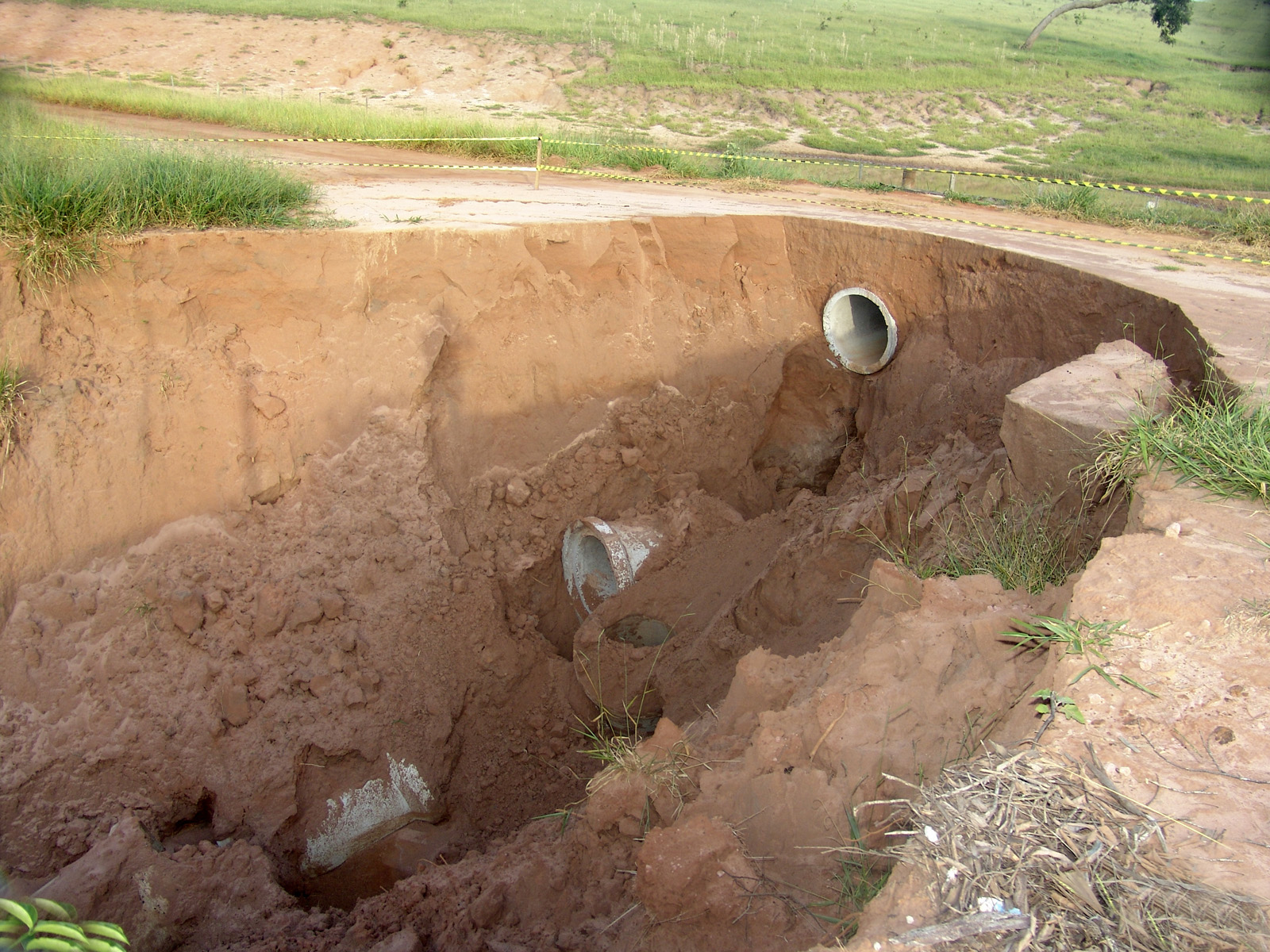
Canalisation brisée par l'érosion.

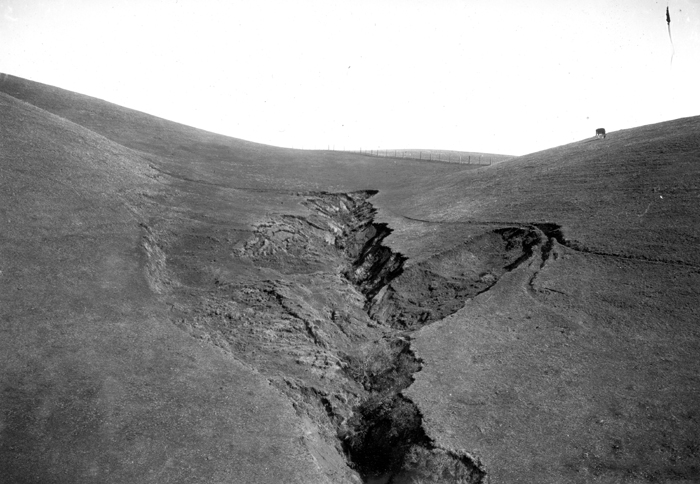
Près du mont Tamalpais en Californie, en 1906 ; l'action érosive de l'eau tend à remonter le long de la pente.

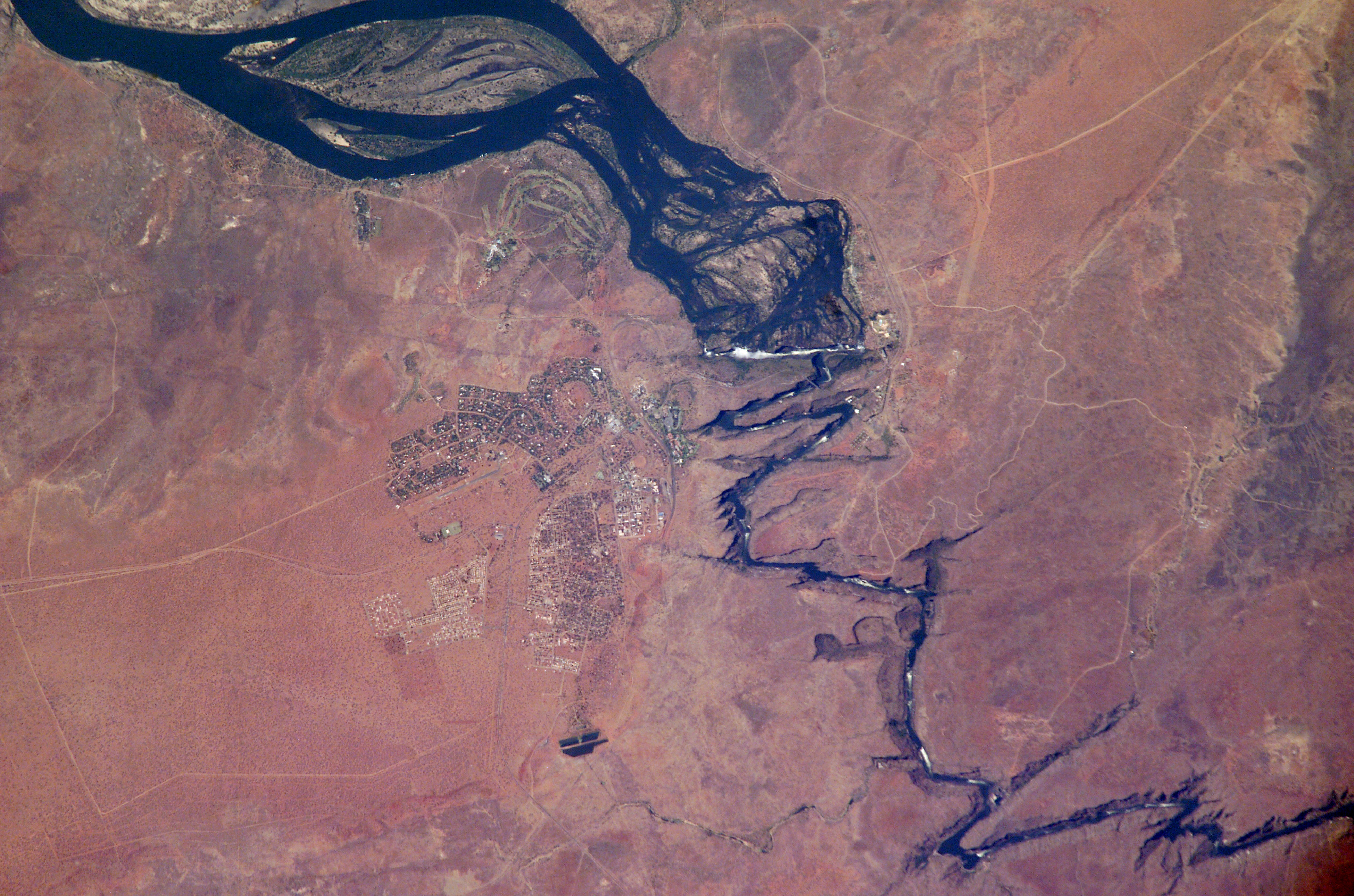
Vue satellite des chutes Victoria et du cours de Zambèze montrant en aval les traces des anciennes situations de la chute, et les gorges formées par l'érosion

 (septembre 2024).
Si vous disposez d'ouvrages ou d'articles de référence ou si vous connaissez des sites web de qualité traitant du thème abordé ici, merci de compléter l'article en donnant les références utiles à sa vérifiabilité et en les liant à la section « Notes et références ».
L'érosion régressive est un phénomène de dynamique fluviale ou hydraulique consistant en une érosion d'un substrat, d'un relief ou d'un ouvrage artificiel qui se propage de l'aval vers l'amont, c'est-à-dire dans le sens inverse de l'écoulement de l'eau.
Ce phénomène peut être naturel ou provoqué par une perturbation anthropique. 
Il est en principe inexistant sur une rivière dont la pente est égale ou inférieure à la pente d'équilibre[Quoi ?], qui s'établit en fonction des caractéristiques hydrologiques de ce cours d'eau, du substrat et des matériaux transportés de l'amont ; l'érosion étant alors comblée par le transit de matériaux apportés par l'eau à partir de l'amont.
Cet équilibre peut être brisé par l'ajout ou la rupture ou l'enlèvement d'un obstacle naturel ou artificiel sur le cours d'eau (seuil notamment), ou l'abaissement de la ligne d'eau ou du lit de la rivière en aval pour différentes causes. 
La pente devenue localement plus forte sur une section du cours d'eau donne à celui-ci plus de puissance érosive, et provoque donc un surcreusement sur cette section, et particulièrement à sa base, du fait de la vitesse que l'eau acquiert sur cette section. L'entrainement des sédiments provoque alors un recul de la section de plus forte érosion, et ainsi la propagation du phénomène vers l'amont.
Parfois l'érosion régressive peut fortement modifier les bassins versants, par « capture d'un cours d'eau » voisin. Si ces cours d'eau sont importants, des organismes aquatiques antérieurement isolés dans un bassin versant pourront mélanger leurs populations ou gènes.

## Causes
le phénomène peut être provoqué par :
- la rectification d'un cours d'eau, qui en raccourcissant son cours tend à augmenter sa pente,
- l'extraction de granulats dans le lit d'un cours d'eau qui entraine un abaissement ponctuel de ce lit qui se propage vers l'amont,

Le phénomène existe naturellement sur les seuils naturels. Par exemple toutes les grandes chutes (chutes Victoria par exemple) tendant à lentement se déplacer vers leur amont.

## Rétroaction
Le phénomène, une fois entamé, peut tendre à s'accélérer, par « rétroaction positive » : la pente plus forte et le creusement tendront à former un lit plus rectiligne et étroit, augmentant la pente et la puissance de l'érosion. Cette rétroaction positive peut se voir dans le cas d'une capture : configuration dans laquelle l'abaissement par "surcreusement" du cours d'eau l'amène à capter les eaux qui ne s'écoulaient pas vers ce cours d'eau auparavant.
À l'inverse, le phénomène peut cesser et le lit du cours d'eau se stabiliser si la section en érosion rencontre un point dur (barrage, socle ou gros obstacle rocheux notamment) ou avec l'apparition par tri d'un sédiment plus gros, permettant une pente d'équilibre plus forte. Dans ce cas, le dénivelé provoquant l'érosion tendra à se réduire en se déplaçant vers l'amont, et le phénomène s'arrêtera lorsque la nouvelle pente d'équilibre recoupera le lit existant du cours d'eau.

## Ouvrages artificiels
Les ouvrages artificiels tels que les barrages, et seuil sont susceptibles d'être affectés voire détruits par des phénomènes d'érosion régressive, a priori lors de crue, si celle-ci n'a pas été prise en compte. Les barrages de terre par exemple, en cas de « surverse » d'eau sur la digue même et hors d'un chenal conçu pour supporter cet écoulement, présentent de gros risques d'être détruits par cet écoulement. Un seuil, déversoir ou barrage construits en matériaux durs sont susceptibles d'être attaqués à leur base par l'écoulement de l'eau, et de ce fait déstabilisés voire brisés, en l'absence d'aménagement permettant de limiter cet effet (ralentisseurs sur un chenal, fosse de dissipation en aval, enrochement suffisant etc.)